# Міждержавний авіаційний комітет

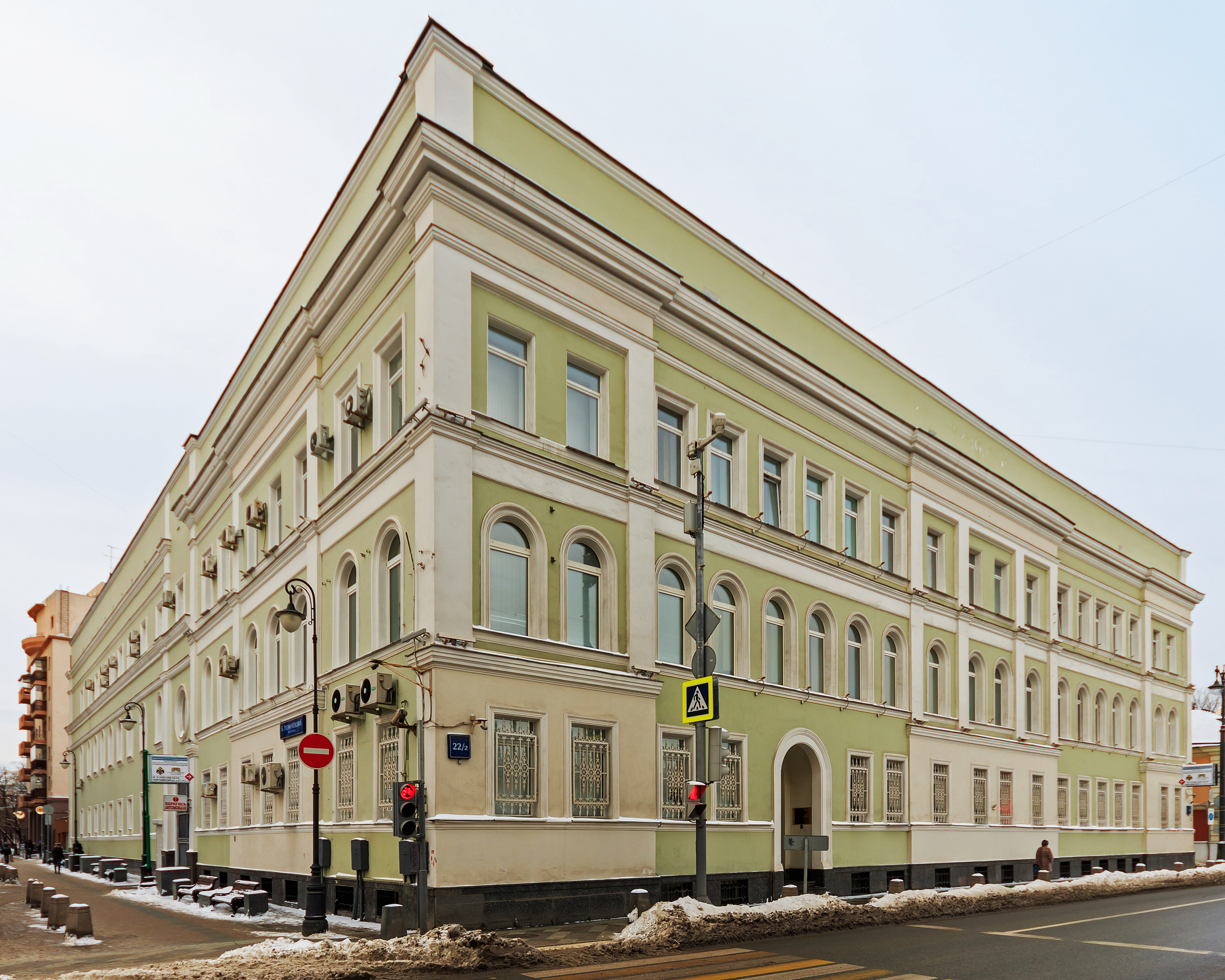
Будівля штаб-квартири в Москві

Міждержавний авіаційний комітет (МАК) — виконавчий орган 12 держав колишнього СРСР ( Співдружності Незалежних Держав) по делегованих державами функціям і повноваженням в галузі цивільної авіації і використання повітряного простору. Заснований на підставі підписаної 30 грудня 1991 року міжурядової «Угоди про цивільну авіацію і про використання повітряного простору».
Займається сертифікацією повітряних суден, аеродромів та авіакомпаній. Веде Авіарегістр МАК (АР МАК). Займається розслідуваннями подій на повітряному транспорті.
Штаб-квартира МАК знаходиться в Москві за адресою: вул. Велика Ординка, будинок 22/2/1.

## Країни-члени угоди про МАК
- Азербайджанська Республіка
- Республіка Вірменія
- Республіка Білорусь
- Республіка Казахстан
- Киргизька Республіка
- Республіка Молдова
- Російська Федерація
- Республіка Таджикистан
- Туркменістан
- Республіка Узбекистан

### Минулі члени угоди
- Грузія
- Україна [2]

## Критика
МАК уповноважений проводити розслідування авіаційних подій і катастроф на території країн-членів угоди про МАК. У ряді випадків було виражено недовіру до результатів розслідувань.
Авіакатастрофи, звіт про які критикувався або піддавався сумніву:
- 6 грудня 1997 року літак Ан-124 ВПС РФ, що виконував рейс Іркутськ — Фанранг, впав на житлові будинки мікрорайону авіабудівників відразу після зльоту. Безпосередньою причиною катастрофи стала відмова трьох з чотирьох двигунів. МАК назвав причиною катастрофи помилку пілота і перевантаження літака. Раніше комітет сертифікував двигуни цього літака, а на думку ряду експертів, причиною катастрофи могли стати конструктивні недоліки двигунів[4] .
- Катастрофа рейсу Пулково 612
- 3 травня 2006 року літак  А-320 авіакомпанії Armavia, що виконував рейс Єреван — Сочі, зазнав аварії в Чорному морі. На його борту перебували 113 людей: 8 членів екіпажу і 105 пасажирів. Всі вони загинули. МАК назвав дії командира екіпажу неадекватними. Після даного висновку Управління цивільної авіації Вірменії та авіакомпанія «Армавіа» висловили свої зауваження, вказавши на факт відсутності в звіті комітету даних про якість метеорологічного обладнання аеропорту Сочі. Власник авіакомпанії  Михайло Багдасаров навіть мав намір оскаржити висновки МАК в судовому порядку.
- 9 липня 2006 року в Іркутську при посадці зазнав катастрофу пасажирський літак A-310 компанії S7 Airlines, що слідував рейсом 778 Москва — Іркутськ. Загинули 125 осіб. МАК провів розслідування і дійшов висновку, що «причиною катастрофи літака А-310 F-OGYP авіакомпанії «Сибір» були помилкові і безконтрольні дії екіпажу. Літак на великій швидкості викотився за межі злітно-посадкової смуги, зіткнувся з бетонною огорожею та будівлями, зруйнувався і згорів»[5]. Авіакомпанія після того, як єдиним винним у катастрофі був визнаний екіпаж, також заявила про необ’єктивність висновку комісії. Більше того, компанія підтримала намір уряду Росії передати функції з розслідування подій від Міждержавного авіаційного комітету (МАК) до незалежного органу.
- 10 квітня 2010 року у Смоленську зазнав катастрофу літак Ту-154М, що слідував з Варшави. На борту літака знаходилися високопоставлені особи Республіки Польща на чолі з Президентом Польщі Лехом Качиньським. Всі 89 пасажирів і 7 членів екіпажу загинули. Вперше в розслідуванні, проведеному МАК, брала участь велика група іноземних фахівців — представників Польщі. Проте остаточний звіт МАК, в якому причинами катастрофи літака були названі неправильні дії екіпажу і недоліки у підготовці польоту, був розкритикований польською стороною, яка поклала відповідальність разом з екіпажем літака також і на групу диспетчерів аеродрому Смоленськ-Північний і вказала на недоліки в технічному забезпеченні аеродрому[6][7].
- Авіакатастрофа Ту-154 в Домодєдово, 2010 рік
- Авіакастрофа під Ярославлем 7 вересня 2011 року
- Авіакатастрофа ATR 72 неподалік Тюмені 2 квітня 2012 року